# Robert Colnago

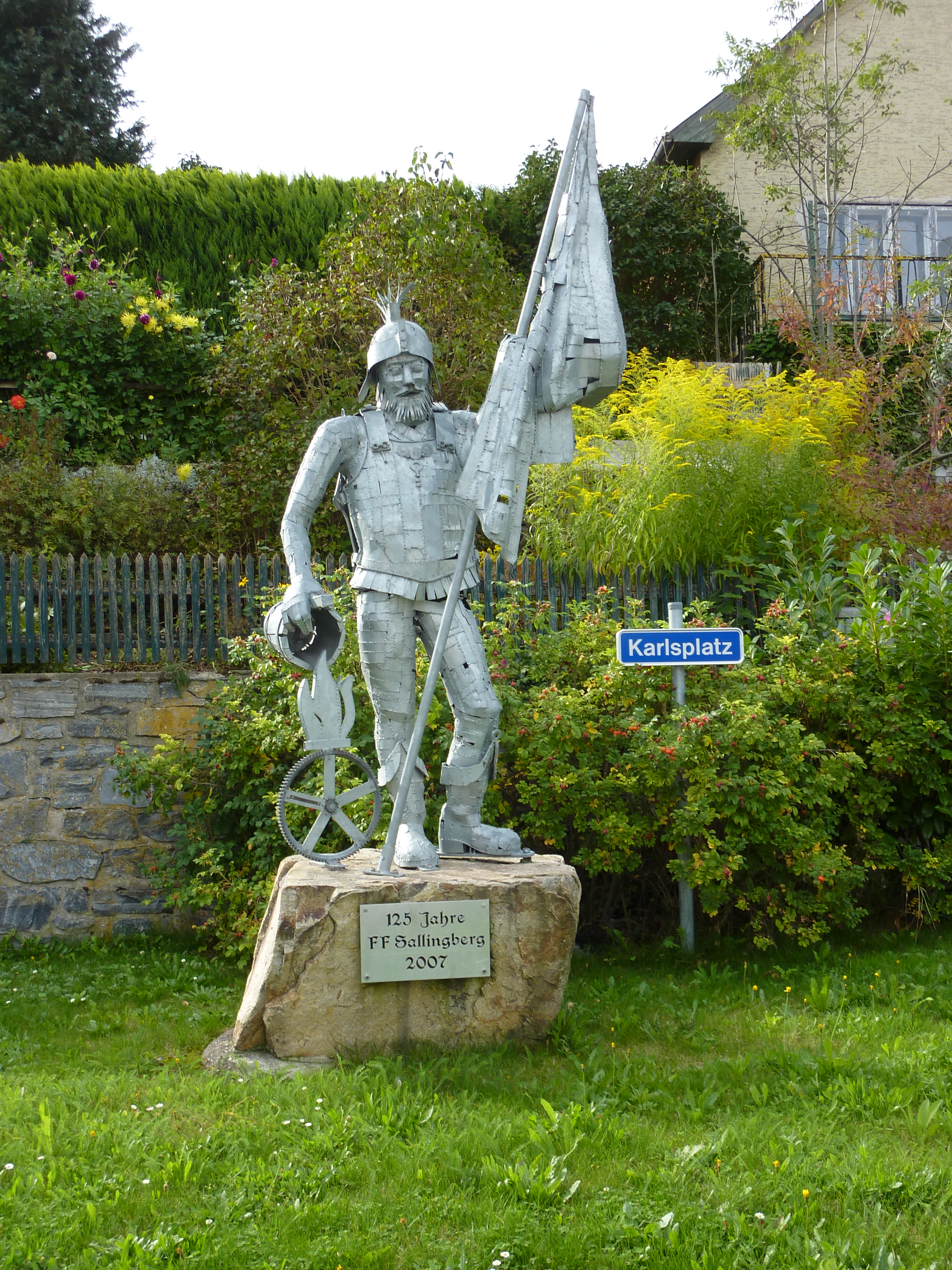
Hl. Florian in Sallingberg (Foto 2014)

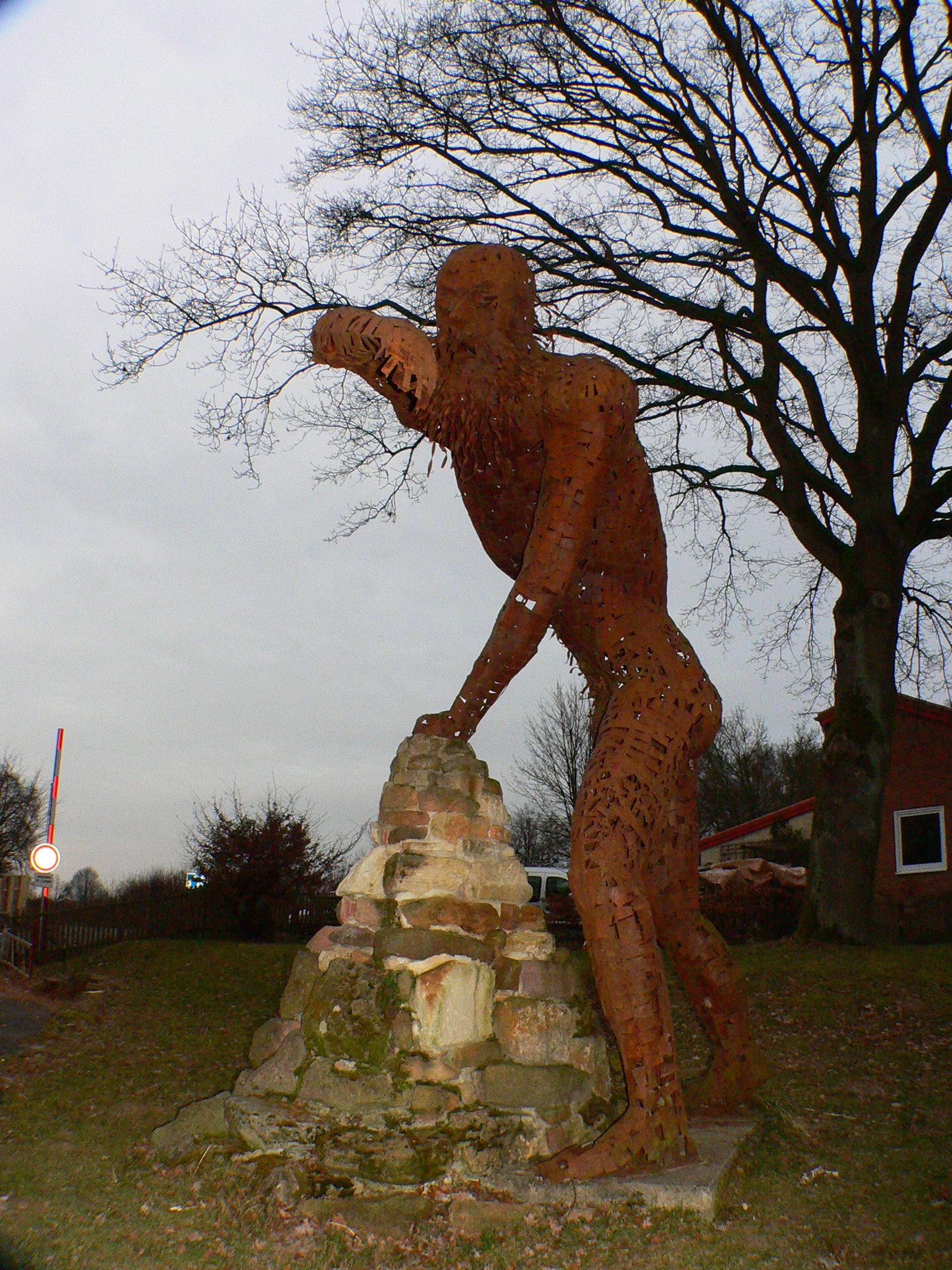
„Der Riese“ von Robert Colnago (Foto 2008)

Robert Colnago (* 1935 in Wien; † 4. August 2019) war ein österreichischer Maler, Bildhauer und Grafiker. Er war in Perchtoldsdorf bei Wien tätig.
Colnago studierte an der Höheren Graphischen Bundes-Lehr- und Versuchsanstalt in Wien. Seit 1971 war er als freischaffender Maler, Graphiker und Objektkünstler tätig. Als Pädagoge leitete er verschiedene Kurse und Seminare.
Seine Werke zeigte er sowohl auf Einzelausstellungen, wie auch auf Kollektivausstellungen im In- und Ausland, u. a. in Deutschland, Holland, in der Schweiz, in Bahrain, Ägypten und Saudi-Arabien.
Am 30. September 2007 wurde die Skulptur „Engelssturz“ von Robert Colnago an der Spitalkirche in Perchtoldsdorf enthüllt.
Sein Urgroßvater Carl Teibler und sein Großvater Georg Teibler waren in Wien und Perchtoldsdorf tätige Maler.

## Werke
- Der Riese, Burg Sensenstein, 2004
- Brunnen in Gablitz im Otto Zeiller Park (B1, Linzerstraße), der Wasser, Stein, Holz und Metall verbindet. 1999